# Kloster Cazis

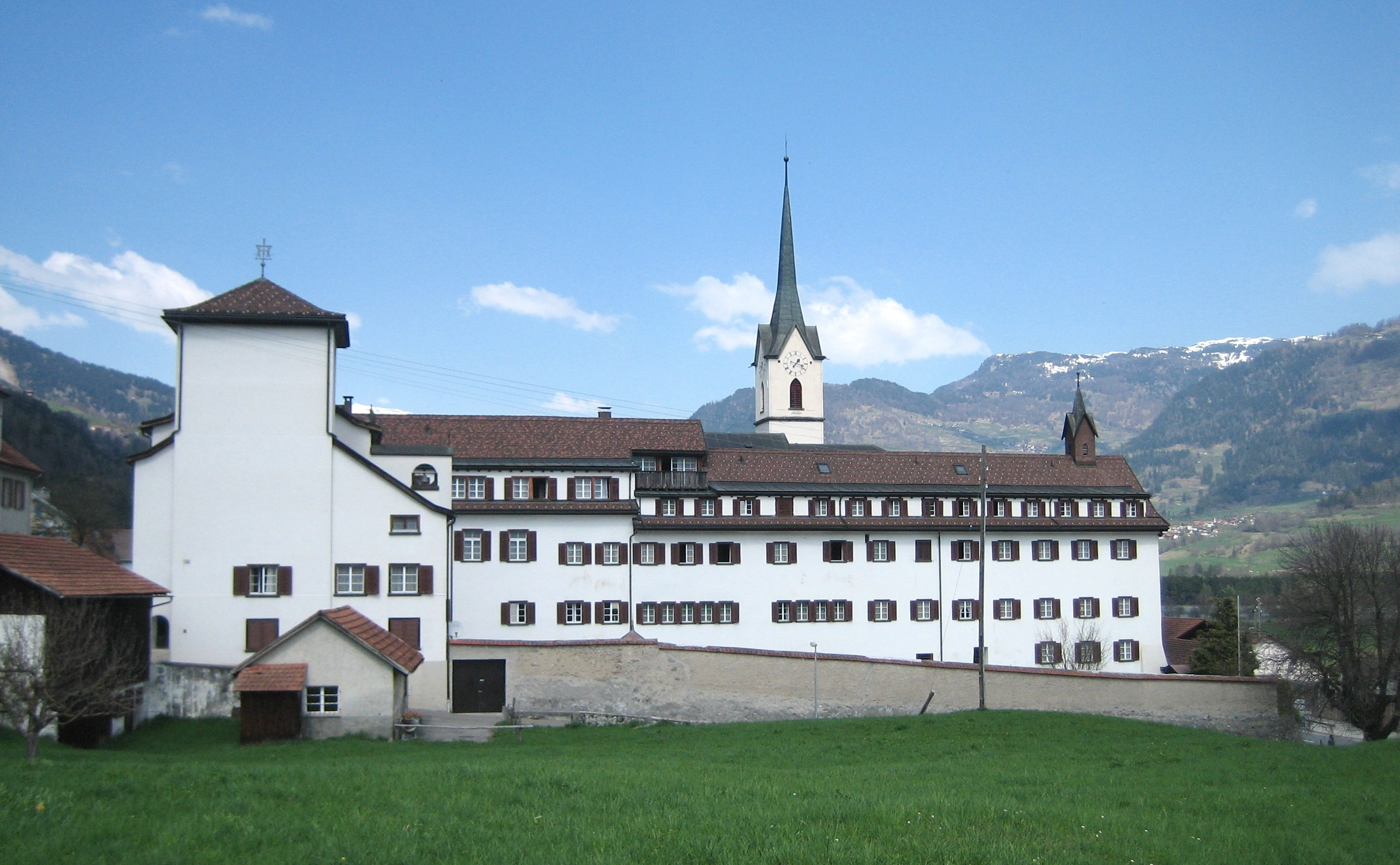
Kloster Cazis

Das Kloster Cazis ist ein Dominikanerinnenkloster in der Gemeinde Cazis im schweizerischen Kanton Graubünden.

## Geschichte
Das Kloster wurde am Anfang des 8. Jahrhunderts durch den Churer Bischof Viktor II. als Kanonissenstift gegründet. 1156 erfolgte die Einführung der Augustinusregel. 1526, nach der Reformation, war das Kloster durch die Ilanzer Artikel und das darin erlassene Verbot der Aufnahme von Novizen zum Aussterben verurteilt und 1570, nach dem Tod der letzten Augustinerin, wurde es aufgehoben. Danach wurden die Gebäude von den Schauensteinern und den Planta als Wohnraum genutzt. Anschliessend standen sie lange leer und zerfielen.
1647 wurde das Kloster durch Bischof Johann VI. als Dominikanerinnenpriorat wiedererrichtet; 1768 wurde es durch einen Brand zerstört. 1855 wurde darin ein Mädchenpensionat eröffnet und 1955 eine Haushaltungsschule (Schule St. Catharina) gegründet.